# 일본국 헌법 제54조
일본국 헌법 제54조(일본어: 日本国憲法第54条)은 일본국 헌법 제4장 "국회"의 조문 중 하나이다. 중의원 해산, 국회의 특별회(특별 국회), 참의원의 긴급 집회에 대해 규정하고 있다.

## 조문
일본국 헌법 제54조
① 중의원이 해산되었을 때는 해산한 날부터 40일 이내에 중의원 의원의 총선거를 시행하고 그 선거의 날부터 30일 이내에 국회를 소집하여야 한다.
② 중의원이 해산되었을 때는 참의원은 동시에 폐회된다. 단 내각은 국가에 긴급한 필요가 있을 때는 참의원의 긴급 집회를 요청할 수 있다.
③ 전항 단서의 긴급 집회에서 취하여진 조치는 임시적인 것이며, 다음 국회 개회 후 10일 내에 중의원의 동의가 없을 경우에는 그 효력을 잃는다.

## 해설
중의원 해산이 이루어질 경우 참의원은 동시에 폐회되지만, 차기 중의원을 구성할 총선거가 치러질 때까지 중의원은 공백 상태가 되므로 긴급한 경우 참의원을 소집하여 참의원이 중의원의 권한까지 대행할 수 있도록 했다. 그러나 긴급 집회 기간 도중 참의원이 중의원을 대신해 취한 조치들은 총선거를 통해 새 중의원이 구성된 직후 처음 개회한 국회에서 10일 이내에 중의원의 동의를 얻지 못하면 그 효력이 상실되도록 했다.
본조에 따라 참의원이 긴급 집회된 것은 일본국 헌법 시행 이후 두 차례 있었는데, 그 시기와 사유는 다음과 같다.
- 1952년 8월 31일 : 임기가 만료되는 중앙선거관리위원회 위원의 지명
- 1953년 3월 18일 ~ 20일 : 잠정 예산 등의 심의